# Dorsale Saint Johns
La dorsale Saint Johns, spesso indicata come dorsale St. Johns, è una catena montuosa situata nella regione centro-occidentale della Dipendenza di Ross, sulla costa di Scott, in Antartide. La dorsale, che fa parte della catena delle montagne del Principe Alberto, ha la forma di una mezzaluna, con un'estremità volta a est e l'altra a nord-ovest, lunga circa 37 km, arrivando a una larghezza massima di circa 17 km, ed è costeggiata a sud e a ovest dalla valle Victoria, che la separa dalla dorsale Olympus, a nord dal ghiacciaio Cotton, che la separa dalla dorsale Clare, e a est dai ghiacciai Miller e Debenham, che la separano dalla dorsale Gonville and Caius. Dalle vette della dorsale, di cui la più alta è quella del monte Mahony, che arriva a 1870 m s.l.m., partono diversi ghiacciai, alcuni dei quali fluiscono verso sud arrivando quasi sul fondo della valle Victoria, è il caso ad esempio del Packard, e altri che fluiscono invece verso nord-ovest unendosi poi ai ghiacciai Miller e Debenham.

## Storia
La catena è stata scoperta nel corso della spedizione Discovery, condotta negli anni 1901-04 e comandata dal capitano Robert Falcon Scott, ma è stata così battezzata solo in seguito dai membri del reparto neozelandese della spedizione Fuchs-Hillary, condotta dal 1955 al 1958, in onore del college Saint John's di Cambridge, in Inghilterra, con cui molti dei membri della spedizione Terra Nova, condotta dal 1910 al 1913 e comandata dal capitano Robert Falcon Scott, pubblicarono i propri resoconti scientifici della spedizione.

## Mappe
Di seguito una serie di mappe in scala 1:250 000 realizzate dallo USGS:

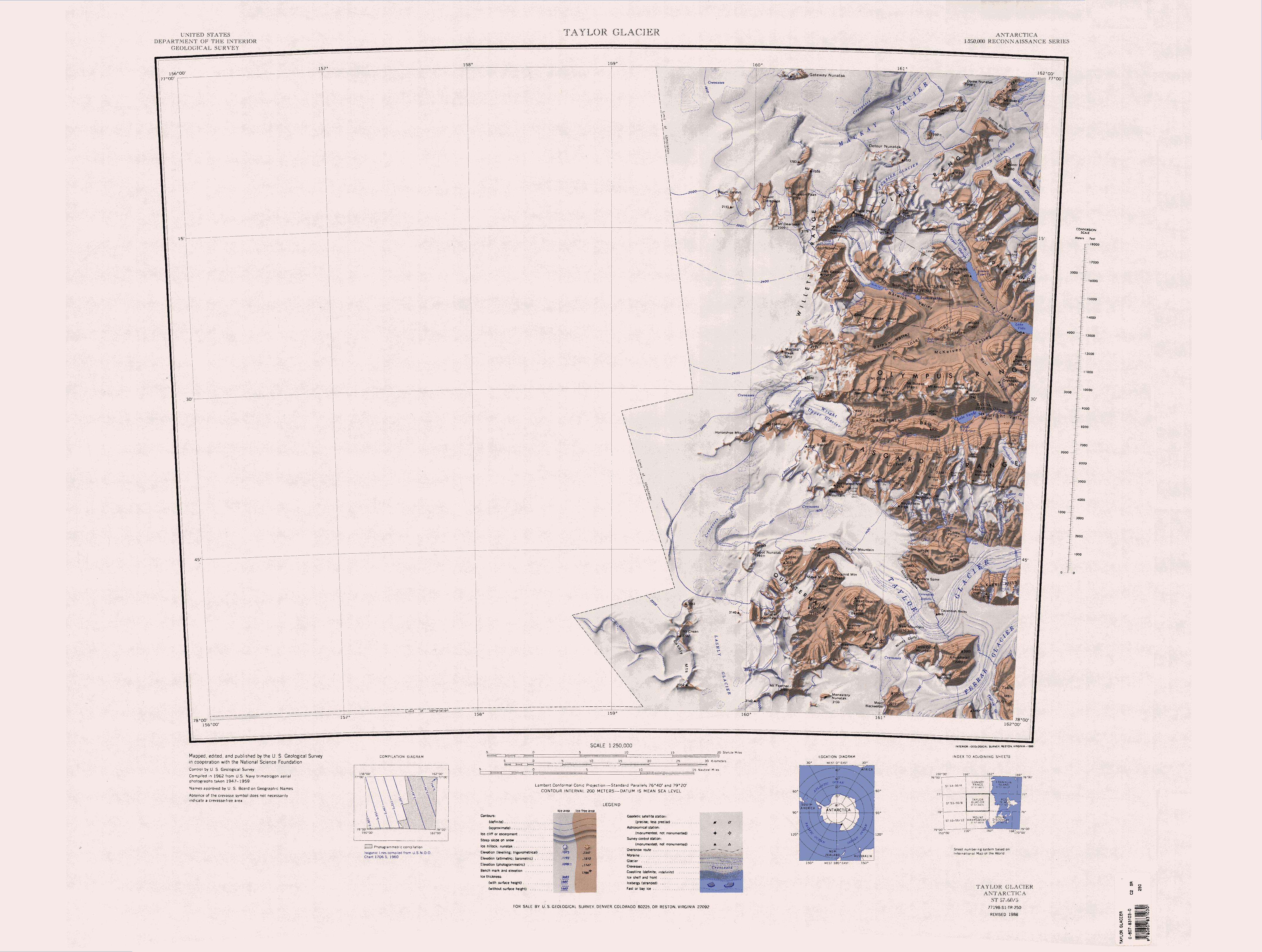
Nella parte nord-orientale di questa mappa è possibile vedere la parte occidentale della dorsale Saint Johns.
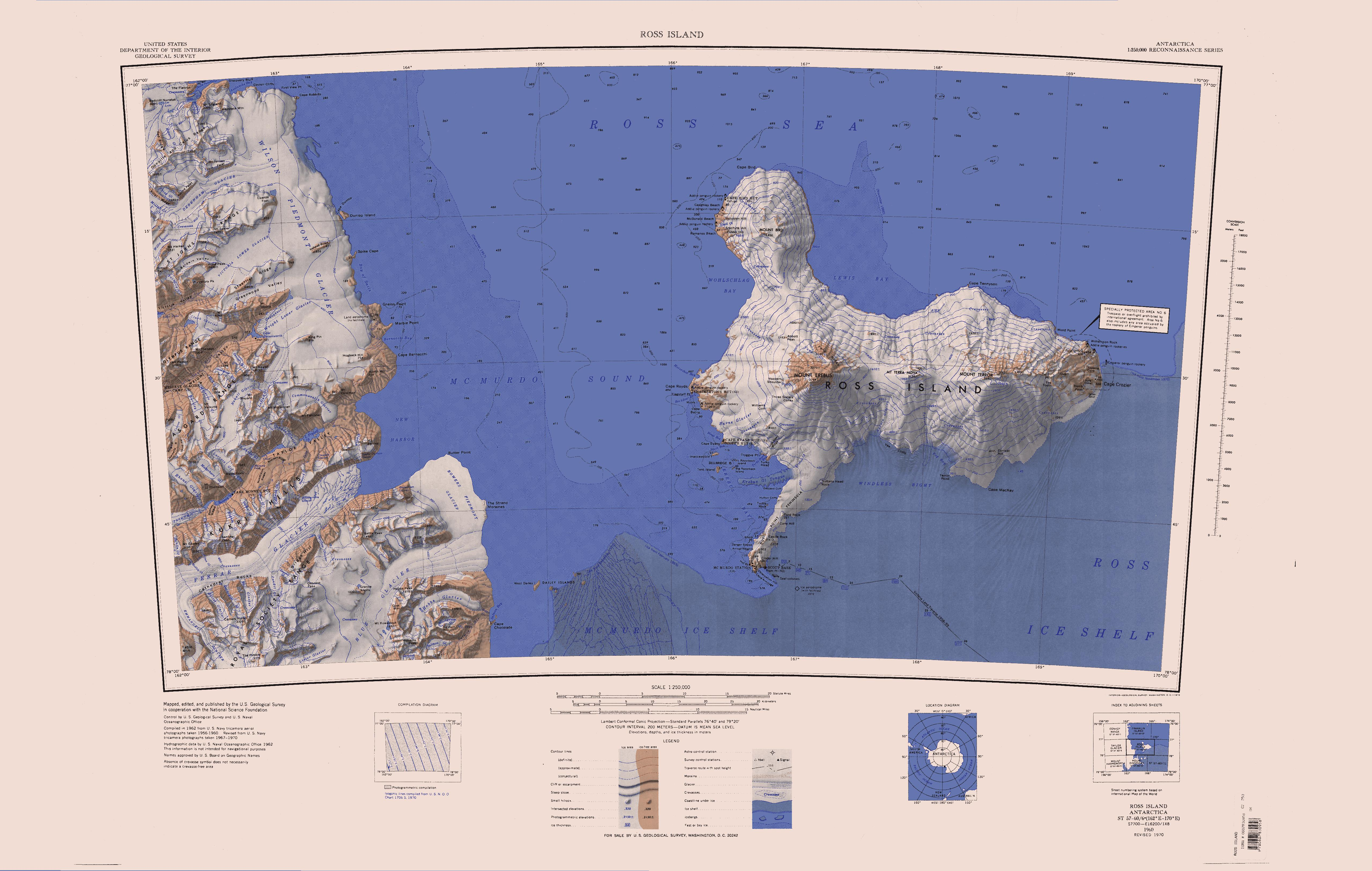
Nella parte nord-occidentale di questa mappa è possibile vedere la parte orientale della dorsale Saint Johns.